# Ягнятин
Ягня́тин — село в Україні, в Ружинській селищній громаді Бердичівського району Житомирської області. Населення становить 1212 осіб.

## Географія
У селі річка Яр Цапиного Хутора впадає в Роставицю.

## Історія
Перша згадка про Ягнятин датується 1071 р. у «Повісті минулих літ» Ягнятин згадується під назвою Неятин. Ряд вчених вважає що «Неятин» походить від давньоруського дієслова «иняти», що є складовою частиною багатьох сучасних слів — прийняти, підняти. У давнину це слово означало — схопити, піймати, взяти силою. Перша згадка уже під назвою Ягнятин датується 14 ст. Ягнятин був уже тоді відомим поселенням міського типу з близько 1100 населенням.[джерело?]
Поблизу села розкопана археологічна пам'ятка черняхівської культури — Ягнятинське поселення.
Під час організованого радянською владою Голодомору 1932—1933 років померло щонайменше 233 жителі села.
Колишній орган місцевого самоврядування — Ягнятинська сільська рада.